# Crescent Mills
Crescent Mills est une census-designated place du comté de Plumas, dans l'État de Californie, aux États-Unis,. En 2020, elle compte une population de 206 habitants.